# Привредна комора Панчева
Привредна комора Панчева је независна, савремена, небуџетска институција, национална асоцијација привредних друштава, предузетника и других облика организовања који обављају привредну делатност на територији Панчева. Налази се у улици Змај Јове Јовановића 1 а.

## Историјат
Привредна комора Панчева је основана 1975. године као самостална, стручно пословна асоцијација предузећа, банака и других правних лица и предузетника који су обављали привредну делатност на подручјима општина Панчево, Вршац, Пландиште, Ковин, Ковачица, Бела Црква, Алибунар и Опово. Била је место њиховог окупљања и усклађивања интереса, утврђивања заједничких ставова, размене искустава и успостављања пословних веза како у Србији, тако и у иностранству.
У складу са Законом о привредним коморама, од 1. јануара 2017. послују као организациона јединица Привредне коморе Србије и обављају следеће послове:
- проучавање питања која се односе на привредне гране заступљене у регионалној привредној комори, праћење појава битне за привредни живот на свом подручју и вршење оцењивања дејства на привреду региона,
- подстицање развоја привреде, предузетништва и предузетничке иницијативе преко Парламента привредника и учешће у раду органа и тела коморе,
- учествовање у организацији јавних расправа о предлозима закона и других прописа од значаја за привреду, као и о предлогу мера економске политике,
- учествовање у усаглашавању и формулисању ставова на нивоу коморе о предлозима закона и других прописа од значаја за привреду, као и у дефинисању мера економске политике ради покретања иницијатива пред надлежним државним органима,
- дељење мишљења на предлоге одлука органа локалне самоуправе/града којим се уводе додатна финансијска оптерећења за привреду,
- праћење реализације покренутих иницијатива и извештавање привредника о резултатима,
- усклађивање међусобних интереса привредника свога и других региона и подстицање њихове пословне сарадње и повезивања,
- учествовање по позиву у раду органа локалне самоуправе надлежних за послове привреде,
- сарађивање са органима локалне самоуправе на дефинисању и реализовању развојних пројеката округа и општина у саставу управних округа,
- пружање подршке органима локалне самоуправе у привлачењу инвеститора,
- учествовање у организовању локалних, регионалних и прекограничних привредних скупова и манифестација,
- припремање пројектних апликација и реализовање пројекта по позивима Европске уније, међународних организација, фондова и других страних и домаћих институција и организација самостално или уз подршку коморе,
- обављање послова јавних овлашћења и издавање потврда, уверења и других исправа,
- вршење периодичне анализе потреба привреде за услугама и покретање иницијатива за унапређење постојећих и развој нових услуга у складу са захтевима и потребама привредника,
- пружање услуга и стручне помоћи привредницима ради побољшања и унапређивања пословања,
- обезбеђивање привредницима правовремене и квалитетне пословне информације,
- организовање едукација, предавања, семинара, специјализованих курсева ради унапређења знања и вештина привредника,
- неговање добрих пословних обичаја и пословног морала и о поштовању правила доброг пословног понашања,
- унапређење рада постојећих и оснивање нових општих удружења предузетника,
- вршење и других послова од интереса за привреднике на свом подручју.

## Делатност
Данас се баве издавањем докумената по основу пренетих јавних овлашћења – потврде, уверења и мишљења која прате унутрашње и спољнотрговинско пословање, издавањем АТА карнета и пратеће документације, преузимањем квалификованог електронског сертификата, организовањем учешћа на регионалним и међународним сајмовима, изменама прописа од значаја за пословање, подацима о економским кретањима у земљи и региону, саветодавним услугама за оснивање и регистрацију предузећа и занатских радњи, консалтинг услугама при изради Акта о процени ризика за радно место, изради бизнис планова према захтеву корисника и консалтинг услугама припреме и имплементације пројеката.
Учествују у едукативним програмима – обукама и тренинзима и пружају подршку привредним субјектима у организовању пословних догађаја изнајмљивањем конференцијских просторија и техничке опреме.